# Riyavaroa simlensis
Riyavaroa simlensis är en insektsart som beskrevs av Irena Dworakowska 1993. Riyavaroa simlensis ingår i släktet Riyavaroa och familjen dvärgstritar.
Artens utbredningsområde är Nepal. Inga underarter finns listade i Catalogue of Life.